# 池内信行
池内 信行（いけうち のぶゆき、1894年3月27日 - 1972年2月12日）は、日本の経営学者。関西学院大学名誉教授。経営学の方法論の研究で知られた。

## 生涯
兵庫県姫路市新在家生まれ。1914年東京外国語学校（現東京外国語大学）卒業。コロンビア大学大学院、ベルリン大学で学び、1924年関西学院高等商業学部教授、関西学院大学経営学部教授。1964年大阪経済大学教授、同経営研究所長。1950年「経営経済学の存在論的究明」で関西学院大学経済学博士。

## 著書
- 『経営経済学の本質』同文館 1929
- 『経営経済学論考 わが経営経済学の囘顧と展望』東洋出版社 1935
- 『経営経済学序説』森山書店 1937-40
- 『経営経済学研究 そノ1』森山書店 1940
- 『経営経済学の基本問題』理想社 1942
- 『政治と經済』二條書店 1947
- 『経営経済学史』理想社 1949
- 『社会科学方法論』理想社 1949
- 『経営経済学総論』森山書店 1953
- 『現代経営理論の反省』森山書店 1958

### 編著
- 『産業構造論』編 法律文化社 関西学院大学産研叢書 1960
- 『中小企業論』編 法律文化社 関西学院大学産研叢書 1960
- 『貿易自由化論』編 法律文化社 関西学院大学産研叢書 1961
- 『現代経営経済学の展望』編 ミネルヴァ書房 1962
- 『企業集中論』編 法律文化社 関西学院大学産研叢書 1964

### 翻訳
- G.D.H.コール『政治理論と経済理論との交渉』小島男佐夫共訳 巌松堂書店 1944
- グーテンベルグ『経営経済学入門』監訳 杉原信男,吉田和夫共訳 千倉書房 1959
- ダーレンドルフ『産業社会学』鈴木英寿共訳 千倉書房 1961
- A.モックスター『経営経済学の基本問題』鈴木英寿共訳 森山書店 1967

## 論文
- <池内信行